# Неопифагореизм
Неопифагореи́зм (новопифагореи́зм) — эклектическое философское направление в греческой философии, соединившее элементы пифагореизма с философией Платона, Аристотеля и стоиков. К древнепифагорейскому учению неопифагореизм близок любовью к мистике чисел и общим религиозно-нравственным характером.
Неопифагореизм возник в I веке до н. э. и фактически исчерпал себя к III веку н. э. Теодор Моммзен сообщает о распространении неопифагореизма в Риме в конце республиканского периода.

## Основные представители неопифагореизма
К основным представителям неопифагорейской школы относятся:
- Аполлоний Тианский
- Евдор Александрийский
- Трасилл
- Плутарх Херонейский
- Модерат из Кадиса
- Никомах из Герасы
- Теон из Смирны
- Нумений

## Философия неопифагореизма
Неопифагореизм вновь придал значение методам математического символизма. Тесно переплетаясь со средним платонизмом, неопифагореизм опирался на такие классические платоновские и пифагорейские категории, как «единое — многое», «монада — диада», «тождество — различие», «четное — нечетное», «точка — линия — плоскость — тело».
В области этики неопифагорейцы развивали идеалы аскетизма и катартики.
Однако, в отличие от среднего платонизма неопифагореизм считал первоначалом не Ум (др.-греч. Νοῦς), а монаду — диаду. Излагая основы пифагореизма, Секст Эмпирик и Александр Полигистор указывали именно на «монаду — диаду» как на основополагающую категорию всей пифагорейской метафизики.
Тем не менее, Евдор и Модерат помещали «единое» выше «монады — диады». Модерат рассматривал «единое» трояко: 1) как сверхбытийное начало; 2) как область идей-парадигм; 3) как душу (др.-греч. ψυχή), которая причастна первым двум. По мнению некоторых исследователей, эта концепция возникла у Модерата в результате соединения идей платоновских диалогов «Парменид» и «Тимей». У Никомаха первый бог (монада) является демиургом. Демиург рождает диаду. Ум (др.-греч. Νοῦς) же предстаёт как принцип бытия и познания всех вещей. Нумений из Апамеи проводил различие между первым богом (Бог-Отец или Ум) и
вторым богом (Создатель). Как известно, эти два эпитета единого демиурга Нумений из Апамеи заимствовал из платоновского «Тимея».
После III века н. э. неопифагореизм теряет самостоятельность философской школы, а весь комплекс пифагорейских идей, а также пифагорейская математика, аскетика, катартика, божественный статус учителя, священные тексты, — всё это усваивается неоплатонизмом благодаря неопифагорейской школе.